# Gründerzeit
Als Gründerzeit wird im weiteren Sinne eine Phase der Wirtschaftsgeschichte im Deutschen Reich und in Österreich-Ungarn des 19. Jahrhunderts bezeichnet, die mit der breiten Industrialisierung einsetzte und etwa bis zum „Gründerkrach“ 1873 andauerte. Im engeren Sinn werden dabei als Gründerjahre die ersten zwei Jahre nach der Gründung des deutschen Kaiserreichs (1871–1873) bezeichnet, als Deutschland nicht zuletzt nach dem Frieden von Frankfurt eine Hochkonjunktur-Phase erlebte.
Die auf den Börsenkrach folgende Gründerkrise leitete eine rund 20 Jahre andauernde Phase wirtschaftlich langsamerer Entwicklung ein, die jedoch noch immer von vielen Neuerungen, Erfindungen und Unternehmensgründungen geprägt war. Zeitgenössisch bezog sich der Ausdruck Gründerzeit nur auf die Phase des Wirtschaftsaufschwungs. Nach 1896 bis zum Ersten Weltkrieg 1914 setzte sich global der Aufschwung kontinuierlich fort.
Davon abweichend wird der Begriff Gründerzeit im kulturgeschichtlichen und vor allem im architekturgeschichtlichen Verständnis (wo er üblicherweise als Synonym für Historismus gebraucht wird) meist für die gesamte Phase nach 1870 und oft bis 1914 verwendet, Phasen von Stagnation und Abschwung in dieser Zeit werden damit begrifflich ebenfalls abgebildet.

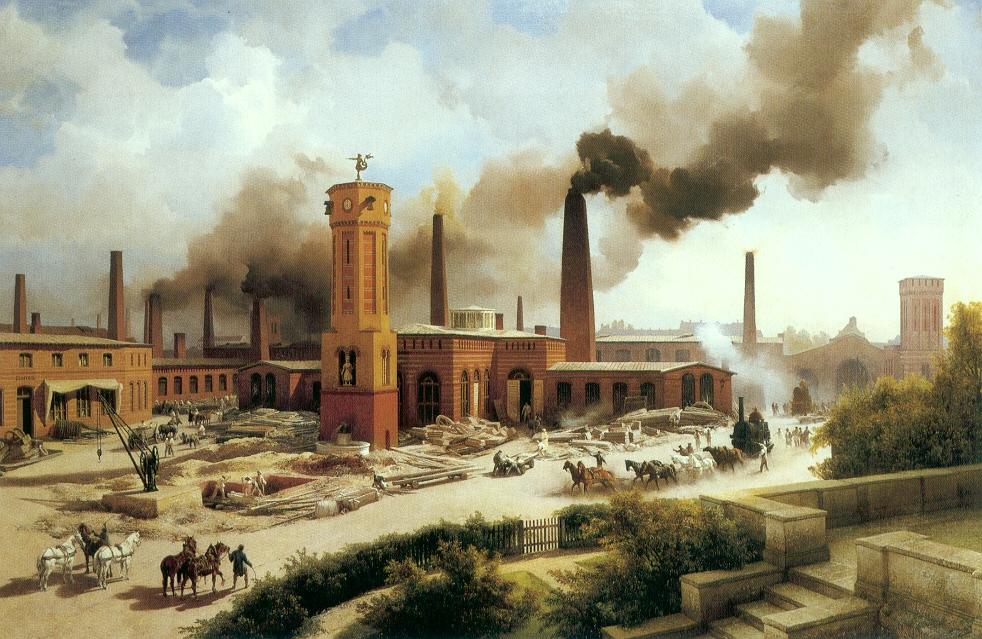
Industrialisierung des 19. Jahrhunderts: Borsigs Maschinenbau-Anstalt zu Berlin, Gemälde von Karl Biermann, 1847

## Einordnung

### Sozial- und Wirtschaftsgeschichte
Die Gründerzeit fällt in jene Epoche, in der das Bürgertum in Mitteleuropa die kulturelle Führung übernahm. Sie gilt daher auch als Hochzeit des klassischen Liberalismus, wenn auch dessen politische Forderungen nur teilweise und eher am Ende dieses Zeitraums umgesetzt wurden. Bezogen auf die deutsche Geschichte bezeichnet der Historiker Christian Jansen daher die Zeit zwischen der Revolution 1848/49 und der Reichsgründung 1866/1871 als Gründerzeit. Der Wirtschaftswissenschaftler Nikolai Dmitrijewitsch Kondratjew beschreibt den Wirtschaftsaufschwung dieser Periode in Mitteleuropa als die aufsteigende Phase des zweiten Kondratjew-Zyklus.

### Kunst- und Kulturgeschichte
Die Industrialisierung stellte auch ästhetisch neue Aufgaben, vor allem in der Architektur und im Kunsthandwerk. Gleichzeitig reagierten die Menschen auf die schnellen und großen Veränderungen im Lebensalltag mit einer Hinwendung zu Tradition und Geschichte. Dies drückte sich in einer eklektizistischen Weiterentwicklung vorhandener Formen aus. Daher ist mit „Gründerzeitstil“ der Historismus gemeint. Da der Historismus aber bis nach 1900 der vorherrschende Stil blieb, ergibt sich die stark abweichende Verwendung des Begriffs, insbesondere im umgangssprachlichen Gebrauch. In stilgeschichtlichen Zusammenhängen werden sehr unterschiedliche Zeiträume damit bezeichnet, so etwa 1850–1873, 1871–1890, manchmal sogar 1850–1914. Die Abgrenzung zu nachfolgenden Strömungen (etwa Belle Époque) bleibt dabei unscharf.

## Wirtschaft

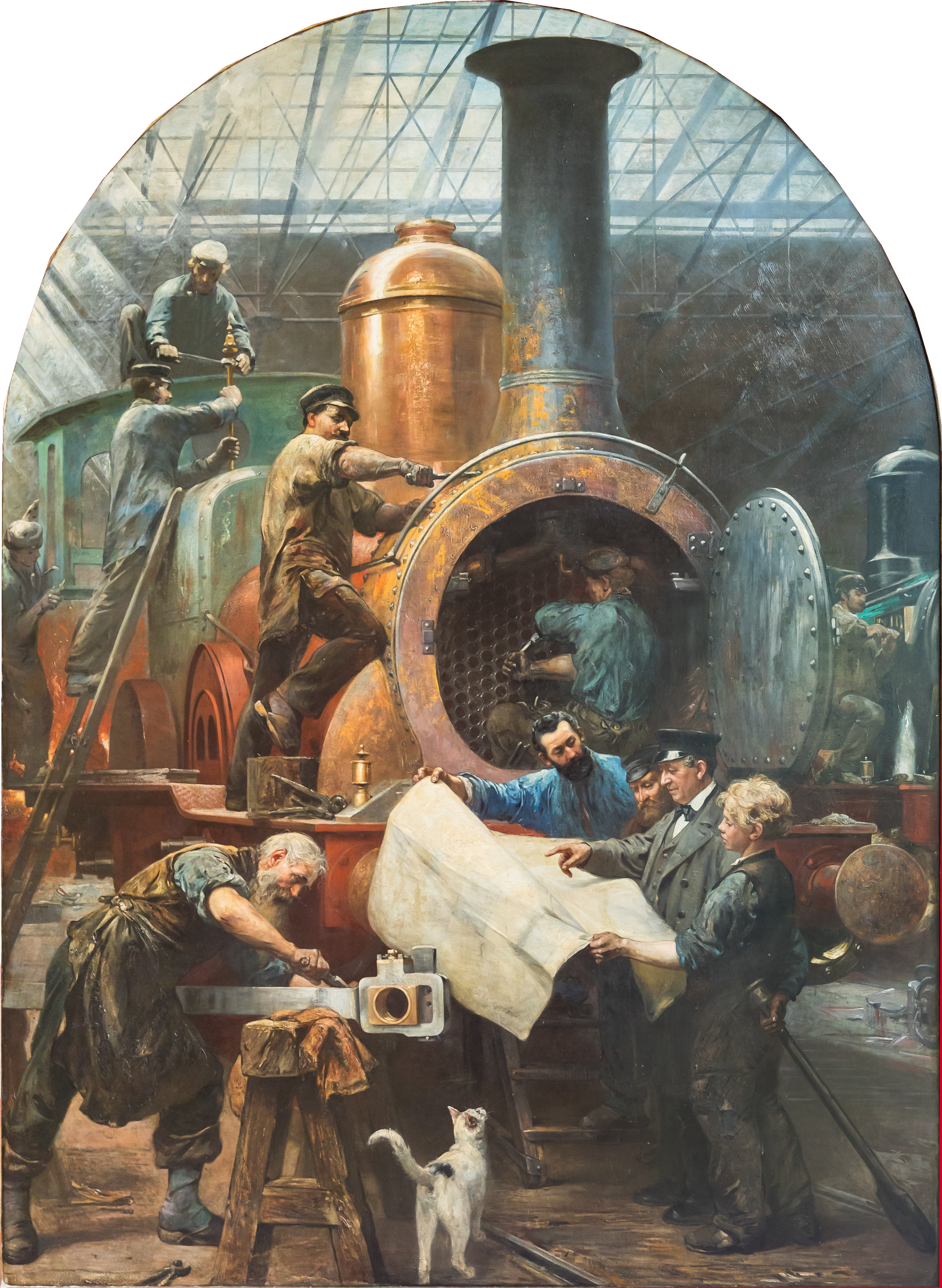
Lokomotivbau von Paul Friedrich Meyerheim (aus dem Zyklus Lebensgeschichte einer Lokomotive, 1873–1876)

### Aufschwung
Der Ausdruck „Gründerzeit“ bezieht sich auf den umfassenden wirtschaftlichen Aufschwung der Mitte des 19. Jahrhunderts, in dem Unternehmensgründer in relativ kurzer Zeit reich werden konnten. Ein entscheidender Faktor für die rasante Wirtschaftsentwicklung war der Eisenbahnbau. Typische „Gründer“ sind daher Eisenbahnunternehmer wie Bethel Henry Strousberg. Die Eisenbahn hatte eine bedeutende Impulswirkung auf andere Industriezweige, etwa durch die gestiegene Nachfrage nach Kohle und Stahl, sodass auch in diesen Bereichen Industrieimperien, wie etwa das von Friedrich Krupp, entstanden. Vor allem aber wurden Kommunikation und Migration enorm erleichtert. Massenhaft wanderten ländliche Unterschichten in die Städte (→ Urbanisierung), wo sie zum Bestandteil des dort entstehenden Proletariats wurden – damals entstand auch die soziale Frage (zeitgenössisch auch Pauperismus genannt), auf welche neue politische Strömungen wie Sozialismus, Kommunismus und Marxismus reagierten.
Mit der Eisenbahn wurden neben dem Transportwesen auch Vertrieb und Distribution revolutioniert: Außerhalb des herkömmlichen industriellen Sektors wurde Massenproduktion möglich. Zu bedeutenden Unternehmensgründern von Lebensmittelkonzernen wurden beispielsweise der Bierbrauer Ignaz Mautner und der Kaffeeröster Julius Meinl I.
Eine wichtige Rolle unter den „Gründern“ spielten auch Personen jüdischen Glaubens, die die Emanzipation der Juden und die damit verbundenen Chancen für sozialen Aufstieg zu nutzen wussten – als Beispiel sei das Bankhaus Rothschild genannt, das als Finanzier des Eisenbahnbaus erhebliche Bedeutung hatte.
Inwiefern Aktiengesellschaften in Deutschland die Gründerzeit prägten, zeigen folgende Zahlen: In den Jahren 1867 bis 1870 wurden in Preußen 88 Aktiengesellschaften gegründet, 1871 bis 1873 waren es 928 Neugründungen.

### Reparationszahlungen
Im Frieden von Frankfurt verpflichtete sich Frankreich, nachdem es im Deutsch-Französischen Krieg (1870/1871) besiegt worden war, zu Reparationszahlungen in Höhe von fünf Milliarden Francs in Gold. In Deutschland wurde dieses Gold eingeschmolzen und zu eigenen Münzen (der goldgedeckten Währung Mark) geprägt. Zur gleichen Zeit verkaufte Deutschland seine Silberbestände und kaufte weiteres Gold auf dem Weltmarkt zu. Um einer Abwertung der Silberwährungen durch die hohe Silbermenge auf dem Markt entgegenzuwirken, limitierte Frankreich die Prägung von Silbermünzen (siehe Lateinische Münzunion). Die Währung vieler Länder basierte damals auf Gold (Goldstandard), Silber (Silberstandard) oder einem Bimetallstandard.

### Gründerkrise

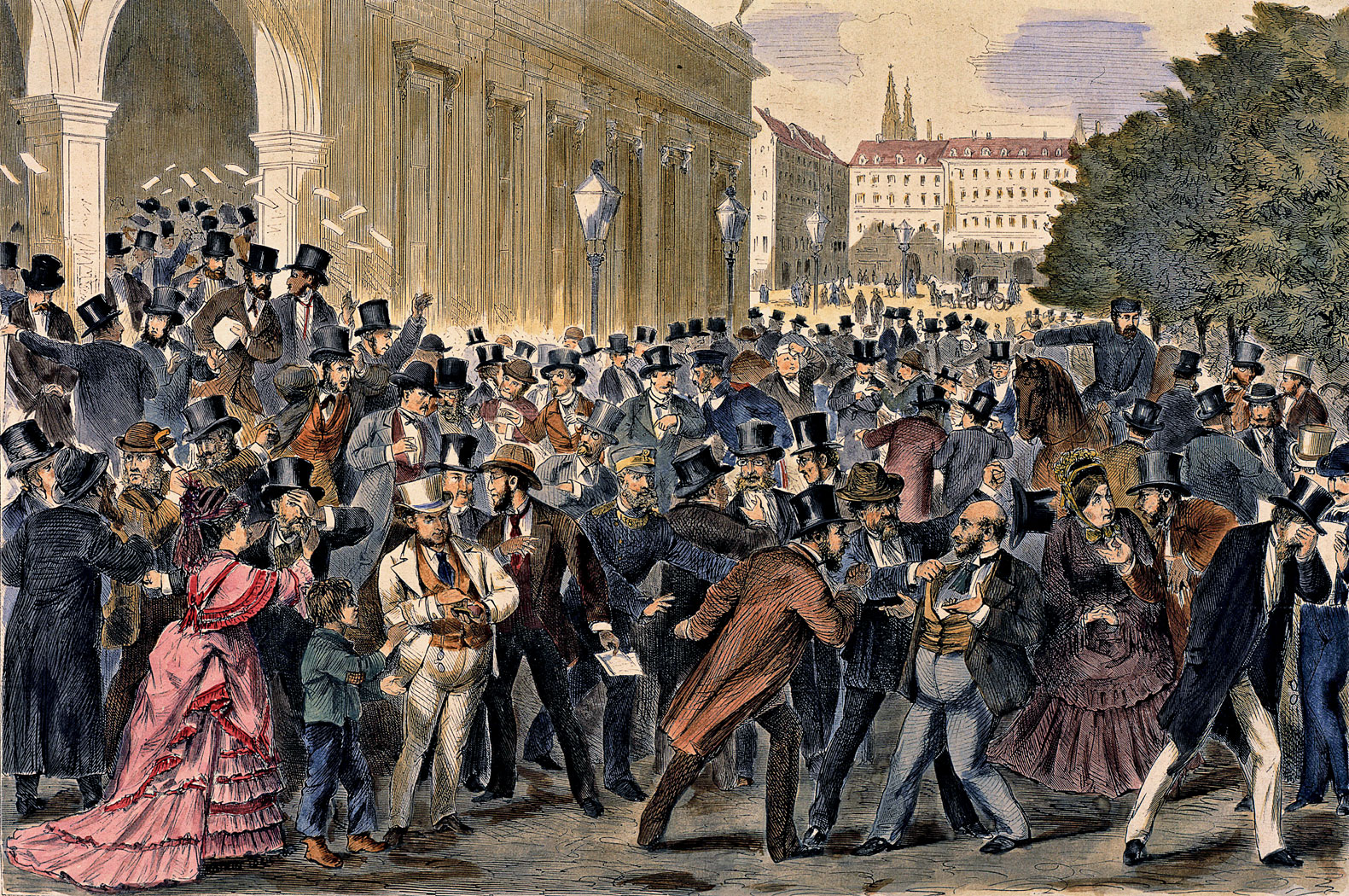
Der Schwarze Freitag an der Wiener Börse, 9. Mai 1873, Holzschnitt (1873)

Der Aufschwung fand 1873 im großen Wiener Börsenkrach, dem sogenannten Gründerkrach, ein jähes Ende und ging in die etwa zwanzigjährige wirtschaftliche Stagnationsphase über, die als Gründerkrise bekannt ist.
In dieser nachfolgenden Krise verlor die Theorie des Wirtschaftsliberalismus an Boden und es wurden auch in der Praxis Kontrollmechanismen geschaffen und Schutzzölle eingeführt. Die in dieser Krisenperiode entstehenden kleinbürgerlichen und proletarischen Massenbewegungen waren erklärte Gegner des Wirtschaftsliberalismus.
Die verheerendste Folge des großen Krachs war psychologisch. Das Versprechen von Reichtum und Aufstieg für alle schien vorerst gescheitert, in Kreisen kleiner Handwerker und Geschäftsleute stand nunmehr die Angst vor dem sozialen Abstieg durch die industrielle Konkurrenz im Vordergrund, außerdem war durch den Krach auch viel erspartes Kapital verloren gegangen. In diesen kleinbürgerlichen Kreisen verbreiteten sich rasch allerlei Verschwörungstheorien – insbesondere der Antisemitismus gewann massiv an Boden und wurde in den 1880er-Jahren zu einer breiten politischen Strömung.

## Architektur und Design

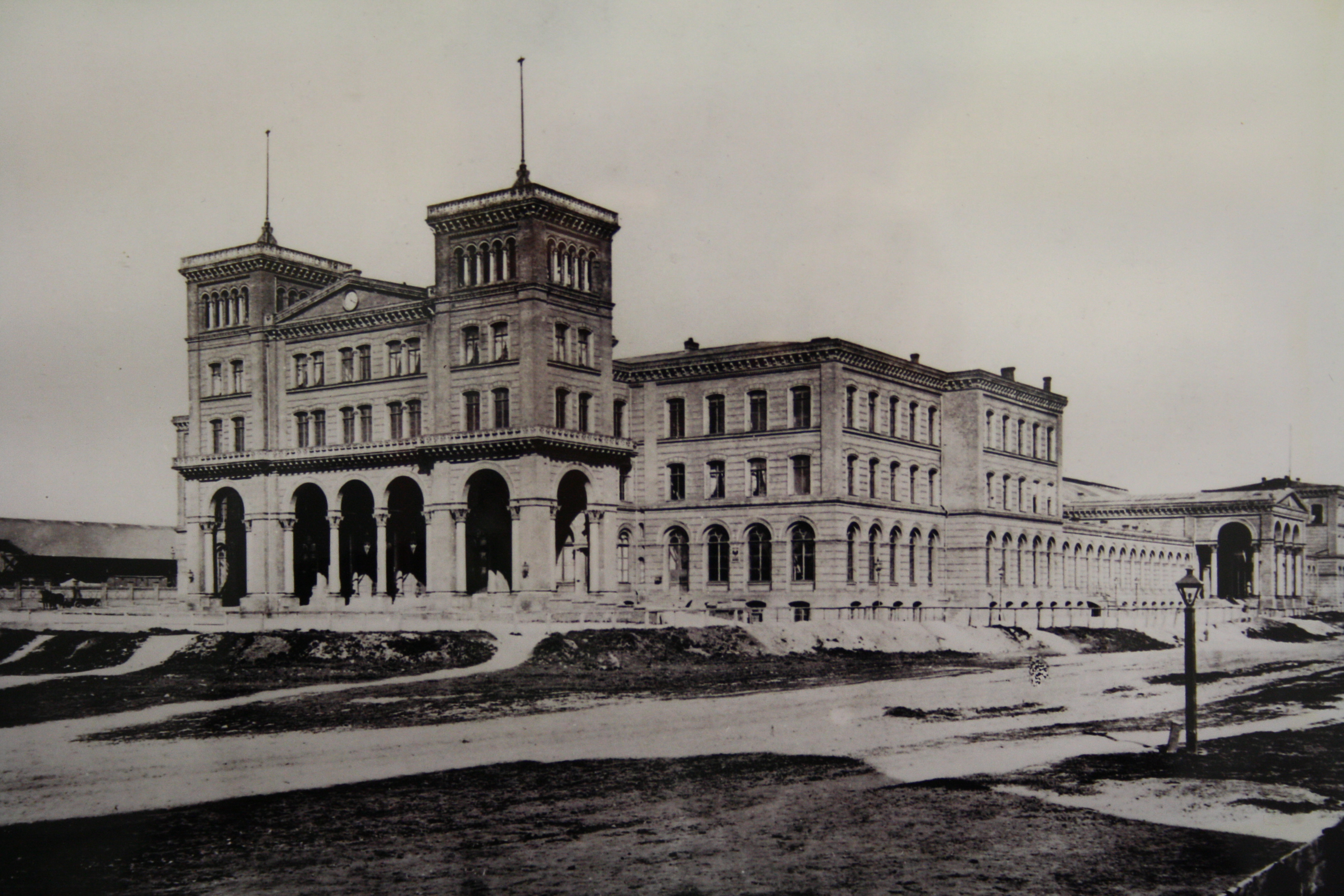
Görlitzer Bahnhof in Berlin, 1866/1868

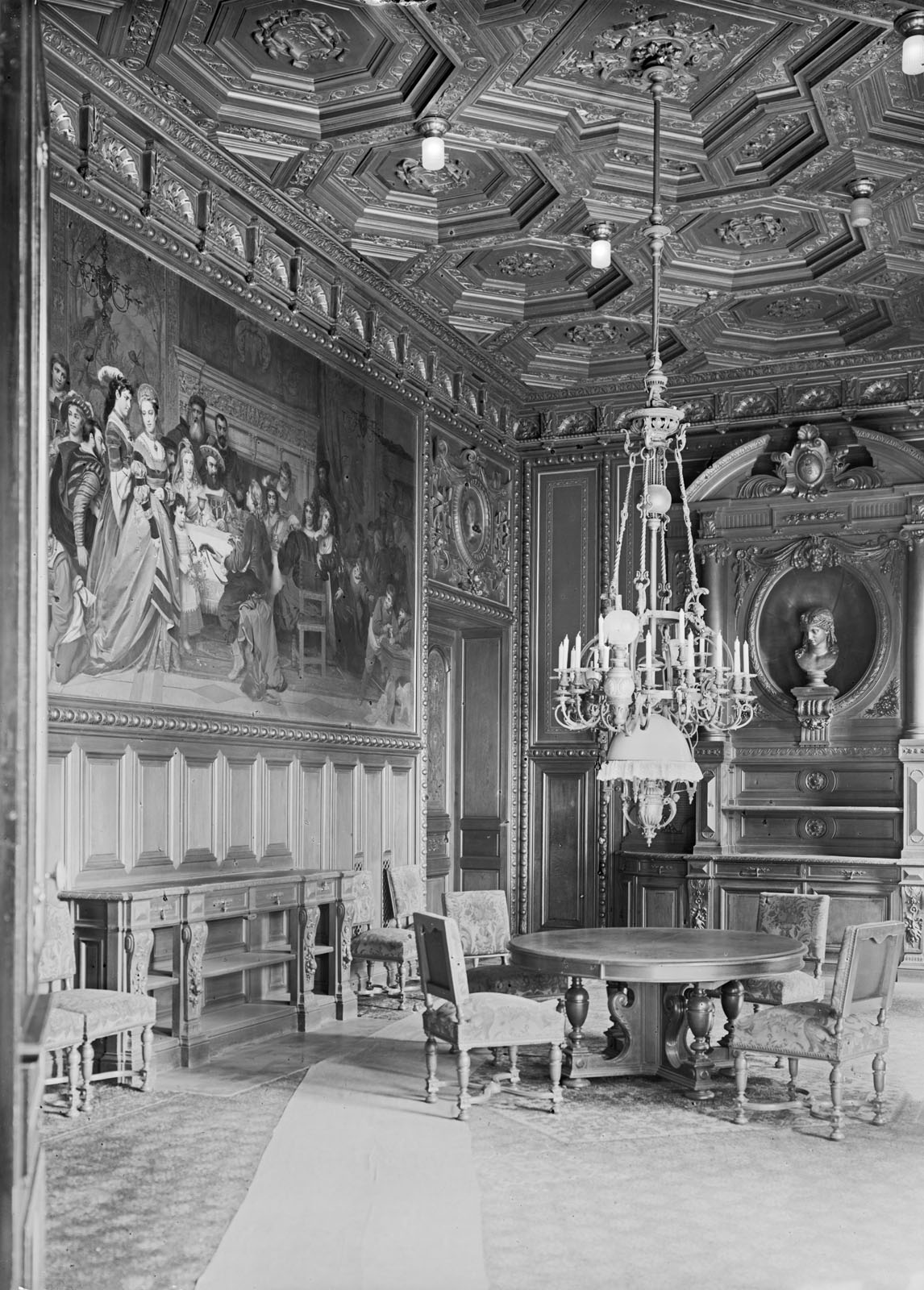
Speisesaal des Palais Kaskel-Oppenheim in Dresden, 1848

Als Gründerzeitstil wird – im Widerspruch zur zeitlichen Eingrenzung des wirtschaftsgeschichtlich geprägten Epochenbegriffs Gründerzeit – häufig auch der Späthistorismus bis in die Zeit um 1900 bezeichnet.

„Der im Bürgertum aufgekommene „Gründerzeitstil“ überdauerte die Phase wirtschaftlicher Stagnation nach 1873 […] Er fand als Altdeutscher Stil, Neorenaissance oder Neubarock Eingang in die bürgerliche Wohnkultur und behauptete sich neben dem um die Jahrhundertwende aufkommenden Jugendstil bis in das 20. Jahrhundert.“

Der im kunstwissenschaftlichen Bereich bevorzugte Begriff „Historismus“ fasst die Entwicklung der Stile vom Spätklassizismus über Neoromanik, Neogotik und Neorenaissance bis zum in den 1880er Jahren aufkommenden Neobarock zusammen, unter bestimmten Aspekten zählt auch der Neoklassizismus des frühen 20. Jahrhunderts dazu. 
Im Zuge der Industrialisierung wuchs der Bedarf nach Wohnraum; ganze Stadtviertel wurden „auf der grünen Wiese“ neu gebaut. Typisch für die sogenannte Gründerzeitarchitektur ist eine drei- bis sechsgeschossige Blockrandbebauung mit mehr oder weniger reich dekorierten Fassaden. Neben Mietshäusern für die rasant wachsende Stadtbevölkerung (siehe auch Demografie Deutschlands) entstanden auch Quartiere mit Villen und Palais für das reich gewordene (Groß-) Bürgertum. In diesen Bauten fanden sich auch aufwändige Innenarchitektur und kostbares Mobiliar in historistischen Stilen. Hinzu kamen repräsentative Bauten für das gesellschaftliche Leben (z. B. Theater), die öffentliche Verwaltung (z. B. Rathäuser) und die neuen Infrastruktursysteme (z. B. Bahnhöfe).
Bedeutend war im letzten Viertel des 19. Jahrhunderts auch das Aufkommen neuer Bautechniken, jedoch lösten die neuen Materialien zunächst keine Abkehr von den alten Stilen aus. Die Weiterentwicklung der Stahlerzeugung (Bessemer-Verfahren) förderte die Verwendung dieses Materials im Bauwesen. Aufsehen erregten in erster Linie Bauten, die neue konstruktive Qualitäten und ästhetische Möglichkeiten erprobten, so etwa der nur aus Stahl und Glas bestehende Crystal Palace der Londoner Weltausstellung von 1851 oder der zur Pariser Weltausstellung von 1889 errichtete Eiffelturm (oder andere markante Stahlfachwerktürme). Aber auch für alltägliche Bauaufgaben wurden vermehrt einzelne Konstruktionselemente oder Bauteile aus Stahl verwendet. Gegen Ende des 19. Jahrhunderts fand außerdem der höher entwickelte Stahlbetonbau vermehrt Verwendung im allgemeinen Hochbau.
In Deutschland fielen viele der so genannten Gründerzeitviertel den Luftangriffen des Zweiten Weltkriegs zum Opfer. Auch der modernistische Städtebau nach der Charta von Athen seit den 1950er Jahren hat viele dieser Gebäude in Mitteleuropa beseitigt. Dennoch gibt es noch heute in vielen mitteleuropäischen Städten zahlreiche Wohnbauten aus dieser Epoche, die oftmals ganze Straßenzüge oder gar Stadtviertel umfassen. Vor der innerstädtischen Flächensanierung wurden die Viertel vielfach und vor allem in Berlin durch die seit den 1980er Jahren durchgesetzte Behutsame Stadterneuerung bewahrt. Heute zählen sie vielerorts zu den beliebtesten städtischen Immobilien und erreichen einen hohen Marktwert. Das Phänomen der Gentrifizierung findet sich in Deutschland hauptsächlich in Vierteln mit überwiegend oder ausschließlich gründerzeitlicher Bebauung. 
Obwohl die um 1900 entstandenen Bauten des Jugendstils irrtümlicherweise manchmal ebenfalls der Gründerzeitarchitektur zugeordnet werden, sind sie von historistischen Bauten zu unterscheiden.

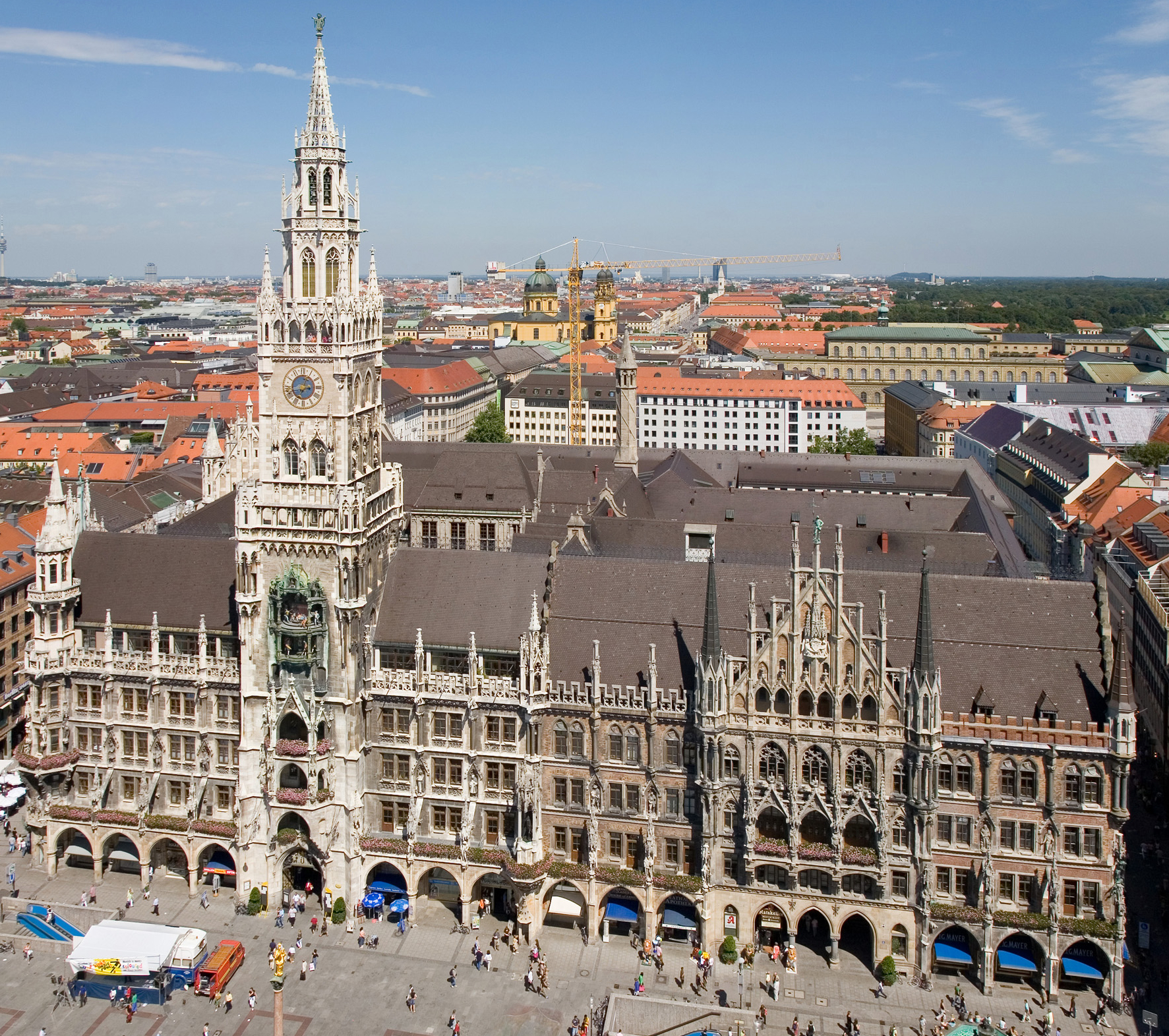
Neues Rathaus in München, 1867–1906
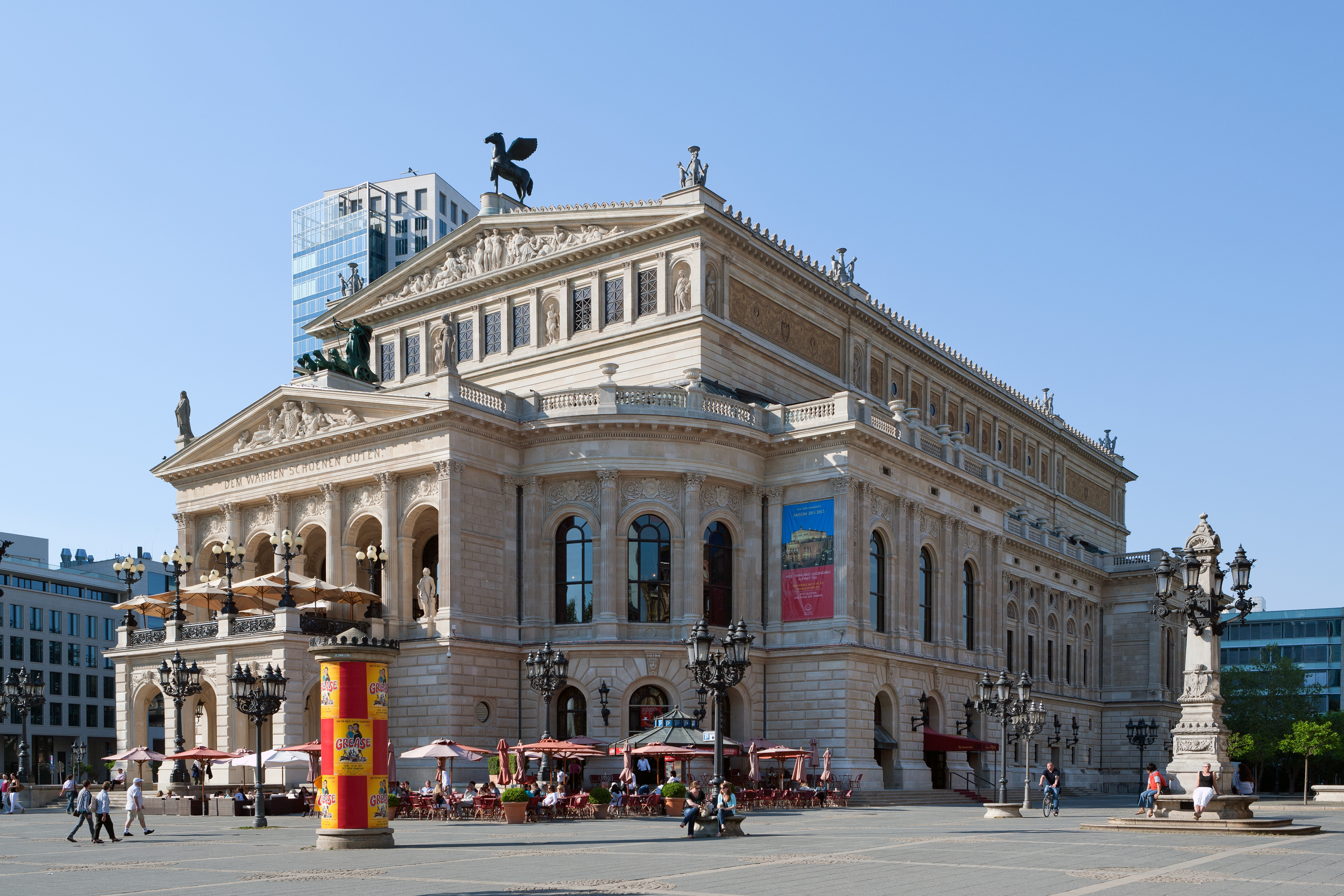
Alte Oper in Frankfurt am Main, 1872–1880
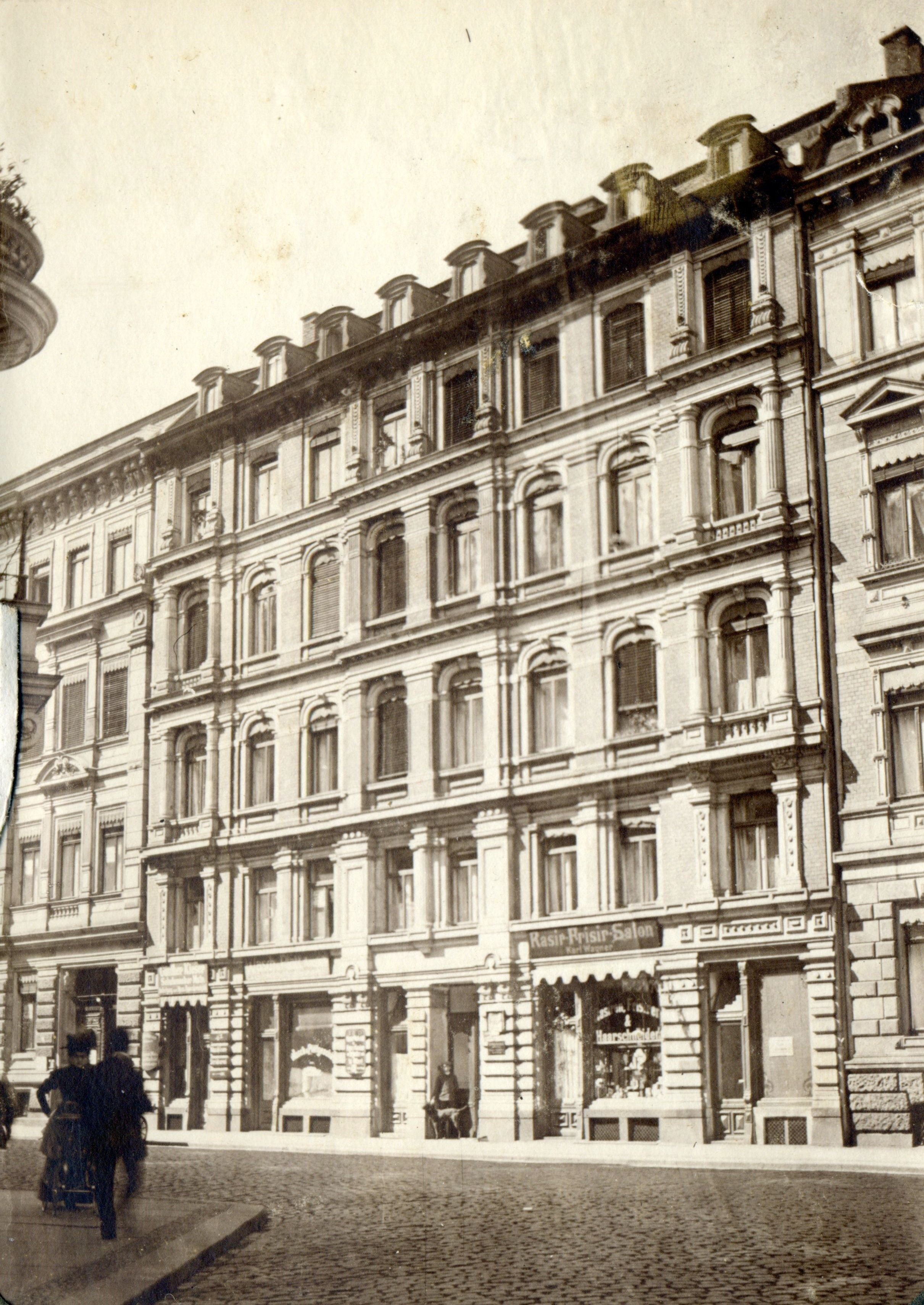
Haus Gottschedstraße 22 in Leipzig, 1882
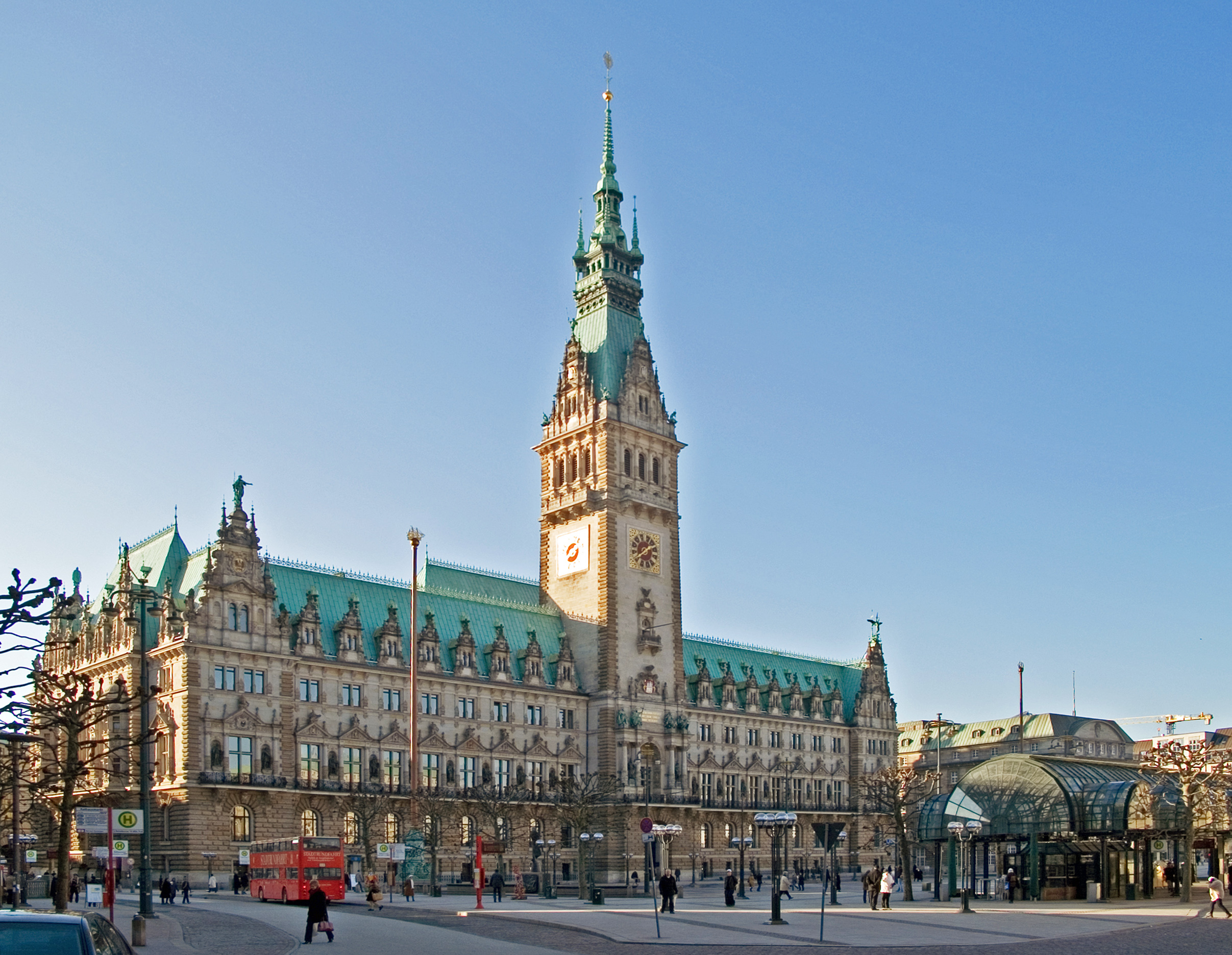
Hamburger Rathaus, 1886–1897
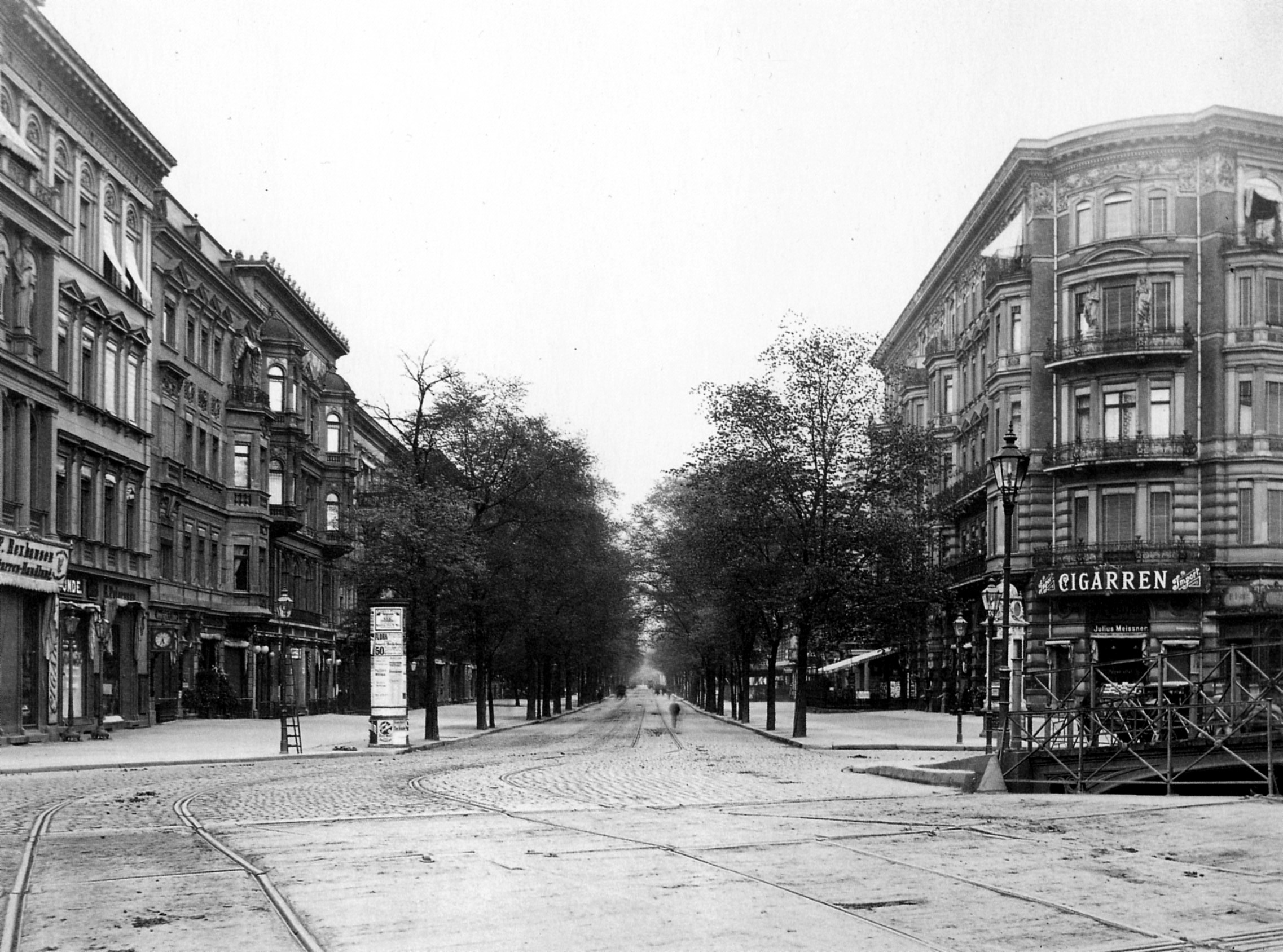
Mietshäuser an der Potsdamer Straße in Berlin
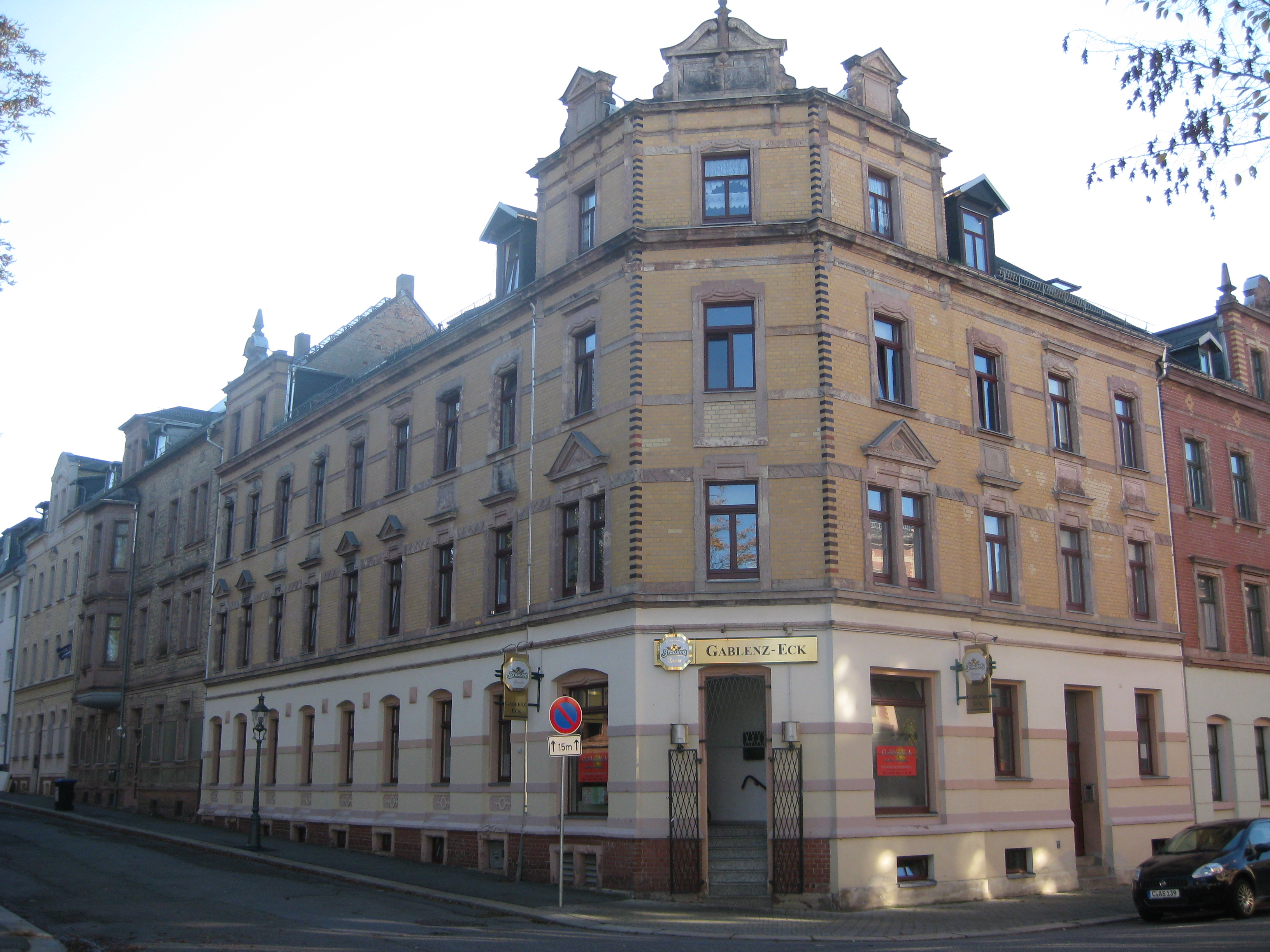
Mietshäuser in Chemnitz-Gablenz

## Gründerzeit in Österreich

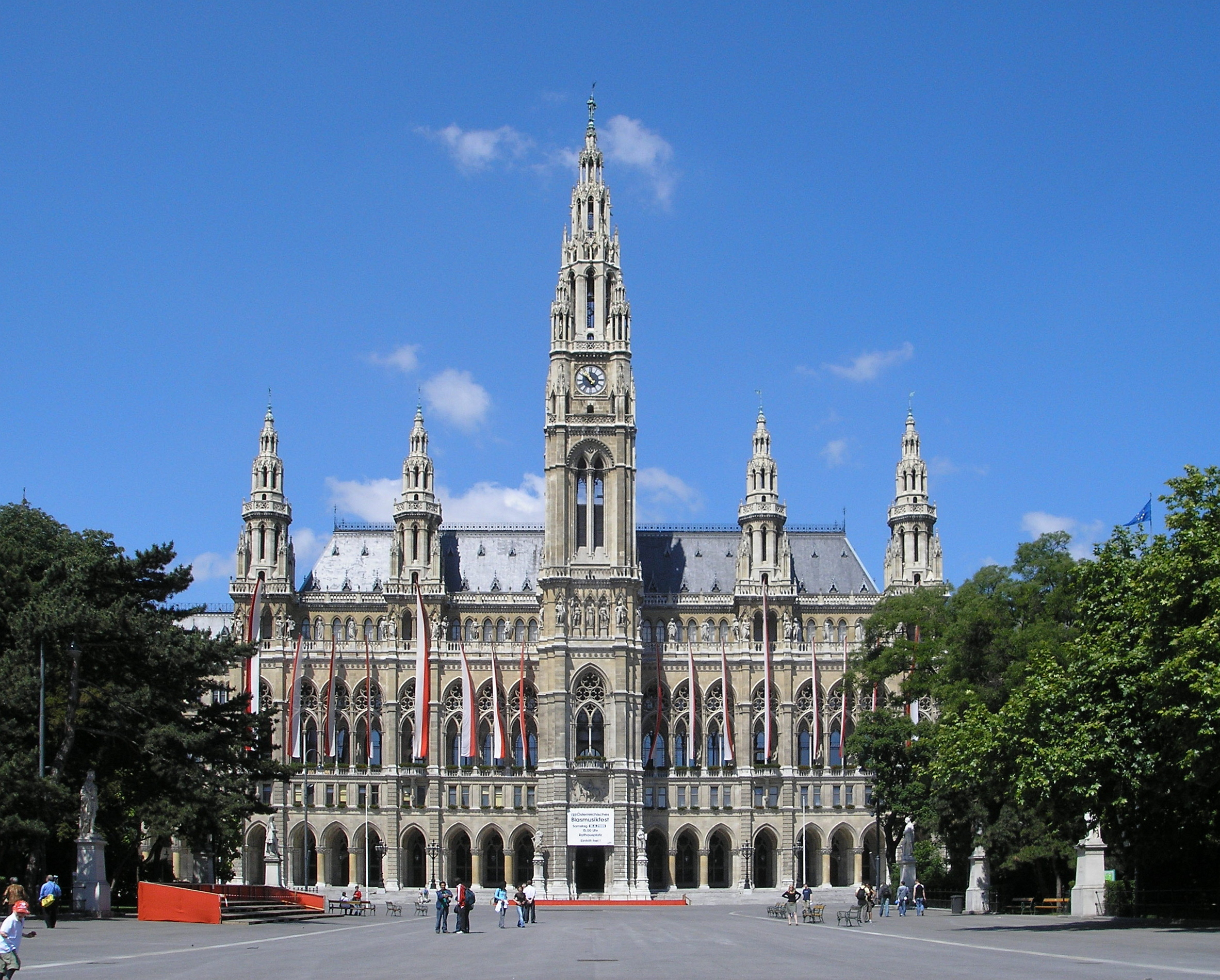
Das neogotische Wiener Rathaus

Auch in Österreich begann die Gründerzeit nach 1840 mit dem Beginn der Industrialisierung des Raums Wien sowie in Böhmen und Mähren. Meist wird die Märzrevolution (1848) als Ausgangspunkt genommen, deren wirtschaftliche Reformen im Unterschied zu den politischen Reformen im Allgemeinen nicht zurückgenommen wurden.
Der Liberalismus erreichte in der Österreich-Ungarischen Monarchie in einer kurzen Periode von 1867 (Österreichisch-Ungarischer Ausgleich) bis in die frühen 1870er Jahre eine Hochphase. 
Wien, die Haupt- und Residenzstadt von Kaiser Franz Joseph I., wurde ab 1850 – nach der gescheiterten Märzrevolution – durch die Eingemeindung der Vorstädte und den Zuzug Hunderttausender, besonders aus Böhmen und Mähren, bis 1910 zur fünftgrößten Millionenstadt der Welt. Die Ringstraße wurde an Stelle der alten Stadtmauer gebaut; Wohnbau und -spekulation blühten auf. Das durch die gestiegene Bedeutung von Gewerbe und Handwerk wohlhabend und – gegenüber dem eher agrarwirtschaftlich abhängigen Adel und der mittellosen Arbeiterschaft – mächtig gewordene Bürgertum setzte sich mit Prachtbauten des Historismus Denkmäler. 
Im kleineren Umfang wurden auch in anderen Städten der Habsburgermonarchie ganze Stadtteile neu errichtet. Ein Beispiel ist Graz (unter anderem durch das Wirken von Jakob und Josef Bullmann) – die Grazer Altstadt blieb aber größtenteils erhalten, anders als die Altstadt von Wien, weil die rege Bautätigkeit vor allem außerhalb stattfand.
Die Habsburgermonarchie zählte wirtschaftlich zu den Verlierern der deutschen Reichsgründung, die ihr Ansinnen, dem Deutschen Zollverein beizutreten, aussichtslos machte. Der Wiener Börsenkrach von 1873 ließ weltweit die Konjunktur nachlassen, auch wenn die Bezeichnung Große Depression für die anschließende Deflationsphase heute als übertrieben gilt. Teile der gründerzeitlichen Bausubstanz wurden im Zweiten Weltkrieg zerstört, teils durch Luftangriffe und teils bei Bodenkämpfen im März und April 1945. Durch Abrisse in den 1960er Jahren verschwanden weitere Bauten dieser Zeit. Durch Entstuckung verloren zahlreiche Gründerzeitbauten ihre gestalterischen Merkmale.

## „Gilded Age“
Ein paralleles Phänomen ist das US-amerikanische Gilded Age (vergoldetes Zeitalter), das die wirtschaftlichen Aufschwungjahre nach dem Ende des Sezessionskriegs (1861–1865) bezeichnet, in der die Industrialisierung der USA entscheidend vorangetrieben wurde. Auch dieser Ausdruck war ursprünglich abwertend gemeint und wird nunmehr als unscharfer Begriff für eine Ära verwendet.